# South Valley, New York
South Valley är en kommun (town) i Cattaraugus County i delstaten New York. Vid 2020 års folkräkning hade South Valley 250 invånare.